# Martin Matsbo
Martin Johannes Matsbo (Hedemora, 4 ottobre 1911 – Södertälje, 6 settembre 2002) è stato un fondista e sciatore di pattuglia militare svedese.

## Biografia

### Carriera sciistica
Ai Mondiali del 1935 vinse la medaglia di bronzo nella staffetta 4x10 km insieme a Halvar Moritz, Erik Larsson e Nils-Joel Englund, con il tempo di 2:46:53; nella 18 km fu quinto e nella 50 km sesto. L'anno dopo ai IV Giochi olimpici invernali di Garmisch-Partenkirchen 1936 ottenne il medesimo risultato nella staffetta insieme a Erik Larsson, Arthur Häggblad e John Berger, con il tempo di 2:43:03,0 (suo tempo personale, 40:01), dietro alle compagini norvegese e finlandese; nella 18 km fu quarto.
Nel 1937 si impose nella 18 km del Trofeo Holmenkollen. Vinse un'altra medaglia di bronzo, sempre nella staffetta 4x10 km, ai Mondiali del 1938 con Sven Hansson, Donald Johansson e Sigurd Nilsson, segnando un tempo collettivo di 2:43:05; nella 18 km fu quarto.
Matsbo vinse anche un oro nella pattuglia militare ai "Mondiali" del 1941, in seguito dichiarati nulli dalla FIS, in squadra con Wilhelm Hjukström, Nils Östensson e Gösta Andersson.

### Altre attività
Matsbo fu anche uno dei fondatori della Swix, azienda norvegese produttrice di attrezzature per lo sci fondata nel 1946.

## Palmarès

### Olimpiadi
- 1 medaglia, valida anche ai fini iridati:
  - 1 bronzo (staffetta a Garmisch-Partenkirchen 1936)

### Mondiali
- 2 medaglie, oltre a quella conquistata in sede olimpica e valida anche ai fini iridati:
  - 2 bronzi (staffetta a Vysoké Tatry 1935; staffetta a Lahti 1938)

## Riconoscimenti
- Medaglia d'oro dello Svenska Dagbladet, 1936